# Fluxion (album)
Pour les articles homonymes, voir Fluxion.
Albums de The Ocean
Fogdiver
(2003) Aeolian
(2005)
Fluxion est le deuxième album studio du groupe de metal progressif allemand The Ocean, sorti en 2004 sous le label Make My Day Records. Il constitue avec Aeolian la première partie d'un double album. Il ressort en 2009 avec des voix réenregistrées sous le label Metal Blade Records.

## Liste des titres
| 1.    | Nazca             | 4:39  |
| 2.    | The Human Stain   | 8:06  |
| 3.    | Comfort Zones     | 4:00  |
| 4.    | Fluxion           | 4:18  |
| 5.    | Equinox           | 4:14  |
| 6.    | Loopholes         | 1:27  |
| 7.    | Dead on the Whole | 5:06  |
| 8.    | Isla del Sol      | 10:31 |
| 9.    | The Greatest Bane | 14:32 |
| 56:53 |                   |       |